# Austroencyrtus voltai
Austroencyrtus voltai är en stekelart som först beskrevs av Girault 1941.  Austroencyrtus voltai ingår i släktet Austroencyrtus och familjen sköldlussteklar. Inga underarter finns listade.